# Minna Skafte Jensen
Minna Skafte Jensen (født 19. maj 1937 i Ryde) var professor i klassiske studier og klassisk kultur ved Syddansk Universitet. Pensioneret i 2003. Hendes forskning vedrører dels det tidlige græske epos, dels dansk latinpoesi efter reformationen.
Har skrevet om Homer og desuden om Marinus Barletius' Skanderbeg-biografi i 1988.

## Hædersbevisninger
- 1996: Tagea Brandts Rejselegat
- 2014: Gad Rausings pris för framstående humanistisk forskargärning